# Ivana Turková
Ivana Turková (* 19. března 1967) je česká politička, od roku 2022 zastupitelka města Litvínov, od roku 2024 zastupitelka Ústeckého kraje a v letech 2024 až 2025 místopředsedkyně strany PRO.

## Životopis
Vystudovala VŠ se zaměřením na Ekonomiku a management.
Od roku 2010 působí jako pedagog na VŠFS.
Mezi její hobby patří lyžování, potápění, golf či společenský tanec.[zdroj?]

## Politická činnost
Od roku 2022 byla členkou hnutí SPD.[zdroj⁠?!]
Ve volbách do Senátu v roce 2022 kandidovala jako členka hnutí SPD do senátního obvodu č. 4 – Most. Se ziskem 23,85 % hlasů se však nedostala do 2. kola a senátorkou se tak nestala. V komunálních volbách 2022 kandidovala z 1. místa kandidátky Koalice SPD+Trikolora do zastupitelstva Litvínova. Se ziskem 1059 preferenčních hlasů se stala zastupitelkou.
V roce 2023 z hnutí SPD vystoupila. Svoje rozhodnutí odůvodnila tím, že hnutí se víc soustředí na označování nepřátel než na hledání politického partnera. Posléze vstoupila do strany PRO 2022 (od roku 2025 PRO). V krajských volbách 2024 kandidovala do zastupitelstva Ústeckého kraje jako členka strany PRO 2022 na 60. místě kandidátky Koalice SPD+Trikolora+PRO 2022. Se ziskem 1598 preferenčních hlasů se dostala na 2. místo a stala se krajskou zastupitelkou.
V květnu 2025 Turková uvedla, že jí nebylo umožněno kandidovat ve sněmovních volbách v roce 2025 na kandidátní listině koalice SPD, Trikolory, PRO a Svobodných v Ústeckém kraji, přičemž původně měla být na třetím místě kandidátní listiny, ale krátce poté měla být z listiny vyškrtnuta na přání předsedy SPD Tomia Okamury. V červenci 2025 ze strany PRO vystoupila, přičemž jako hlavní důvod tohoto kroku uvedla spolupráci strany s hnutím SPD.